# Champrond

Champrond este o comună în departamentul Sarthe, Franța. În 2009 avea o populație de 85 de locuitori.